# Tomboy (2011)
Tomboy ist ein französischer Spielfilm von Céline Sciamma aus dem Jahr 2011. Tomboy ist die englische Bezeichnung für ein Mädchen, das bewusst wie ein Junge wirkt.

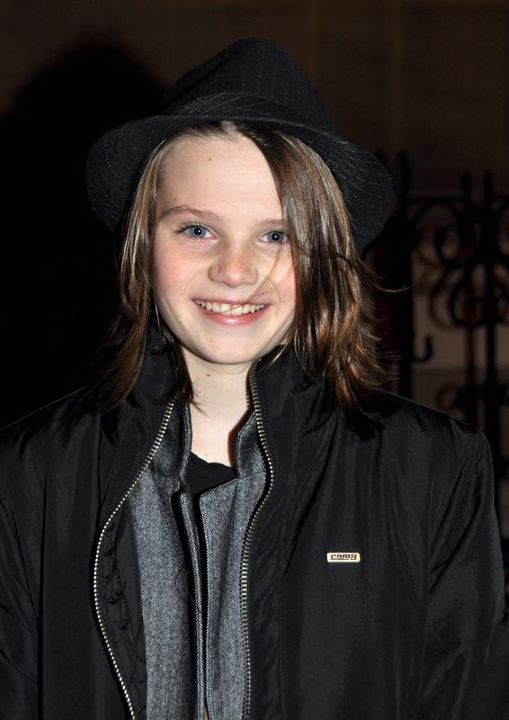
Zoé Héran (Laure / „Michael“)

## Handlung
Die zehnjährige Laure sieht wie ein Junge aus, kleidet sich wie ein Junge und verhält sich auch so. Nachdem sie mit ihren Eltern und ihrer sechsjährigen Schwester Jeanne umgezogen ist und neue Freunde sucht, stellt sie sich der gleichaltrigen Lisa spontan als „Michael“ vor, später auch der übrigen Gruppe von Nachbarskindern, die gemeinsam spielen. Dort gilt sie den ganzen Sommer hindurch als Junge, sie beteiligt sich an Raufereien und spielt Fußball. In Situationen, die Laures Geschlecht verraten könnten, improvisiert sie geschickt. Ihre Familie weiß nichts davon.
Probleme sieht Laure in ihrem Vorgehen erst dann, als sich Lisa in „Michael“ verliebt, der anders ist als die anderen Jungen. Doch sieht Laure keine Möglichkeit, die Sache aufzuklären, und spielt ihr Spiel einfach weiter. Später wird Jeanne nach „Michael“ gefragt und kommt so hinter Laures Doppelleben. Laure erkauft sich ihr Schweigen mit dem Versprechen, sie zum Spiel mit den Freunden mitzunehmen, wo Jeanne den anderen von ihrem starken Bruder vorschwärmt, der sie immer beschützt.
Als ein anderer Junge aus der Gruppe Jeanne umstößt, verprügelt Laure ihn, um Jeannes Schwärmereien zu bestätigen. Doch als später die Mutter dieses Jungen Laures Mutter aufsucht und deren „Sohn“ Vorwürfe macht, fliegt die Täuschung auf.
Laures Mutter fragt nicht lang nach Erklärungen. Sie zwingt Laure mit Gewalt, sich in einem Mädchenkleid bei der Familie des verprügelten Jungen zu entschuldigen und auch Lisa aufzusuchen. Lisa würdigt Laure keines Blickes mehr. Als auch die anderen Kinder der Gruppe von Laures Täuschung erfahren, fangen sie sie und zwingen sie, ihr Geschlecht von Lisa endgültig „untersuchen“ zu lassen, da es eklig sei, wenn Lisa ein Mädchen geküsst habe.
Nach dieser Demütigung zieht sich Laure vollkommen zurück, bis sie eines Tages Lisa unter ihrem Fenster stehen sieht und zögernd zu ihr hinausgeht. Auf Lisas Frage, wie sie heiße, antwortet sie mit ihrem richtigen Namen und lächelt zaghaft.

## Synchronisation
Der Film wurde bei der Berliner Synchron vertont. Christoph Seeger schrieb das Dialogbuch und führte die Dialogregie.
| Rolle         | Schauspieler   | Synchronsprecher |
| ------------- | -------------- | ---------------- |
| Laure/Michael | Zoé Héran      | Derya Flechtner  |
| Jeanne        | Malonn Lévana  | Amelie Dörr      |
| Lisa          | Jeanne Disson  | Emily Gilbert    |
| Laures Mutter | Sophie Cattani | Melanie Hinze    |
| Laures Vater  | Mathieu Demy   | Bernd Vollbrecht |
| Robin         | Rayan Boubekri | Linus Drews      |

## Produktion
Das Filmdrama wurde im August 2010 mit einem Budget von rund 1 Mio. Euro gedreht. Dem gegenüber stehen Einnahmen von 129.834 Dollar allein in den USA. Der Filmstab umfasste nur 14 Personen.
Drehorte waren unter anderem die französischen Gemeinden Torcy und Vaires-sur-Marne.

## Filmmusik
Der einzige Song, der im Film Verwendung fand, ist der Titel Always der französischen DJs Para One und Tacteel.

## Aufführung
Tomboy wurde auf der Berlinale 2011 uraufgeführt. Er war der Eröffnungsfilm der Panoramasektion. Im April 2011 kam er in die französischen Kinos. Der deutsche Kinostart fand am 3. Mai 2012 statt.

## Preise
- Teddy Jury Award für Céline Sciamma 2011
- Bester Film Philadelphia International Gay & Lesbian Film Festival 2011
- Bester Film San Francisco International Lesbian & Gay Film Festival 2011
- Bester Film Torino International Gay & Lesbian Film Festival 2011
- Young-Artist-Award-Nominierung für Zoé Héran in der Kategorie „Beste Darstellung in einem internationalen Spielfilm“ 2012[10]

## Rezeption
Daniel Erk von Die Zeit urteilte über Tomboy, er sei im Gegensatz zu vielen anderen sozialkritischen Filmen „einfühlsam und lustig“. Seine Qualität liege in seiner „Unaufgeregtheit und Wärme“, es handele sich um einen „verhältnismäßig eingängigen, leichtfüßigen Film“. Die jungen Schauspieler seien „durchweg gut“. Kritisiert wurde jedoch, dass Laures Familie unrealistisch dargestellt sei, wie das „Abziehbild einer glücklichen Familie“.
Die Bewertung im film-dienst fiel ähnlich aus. Journalistin Irene Genhart bezeichnete Tomboy als „absolut sehenswert“. Der Film sei wohltuend „unaufgeregt, farbenfroh und leichtfüßig“. Sciamma gelänge es „wunderbar“, die „Suche [des Menschen] nach seiner sexuellen Identität“ darzustellen, „vor allem weil sie die Geschichte im Ungefähren belässt: schwebend, einfühlsam und zärtlich“. Allerdings wird auch von Genhart bemängelt, „dass sie die soziale Realität zugunsten ihrer Geschichte ein wenig zu stark ausblendet“.
Ursula März, Die Zeit, fasst zusammen: „So sieht es aus, das sinnlich-intelligente, junge, europäische Kino.“